# Bolboleaus quadrifoveatus
Bolboleaus quadrifoveatus es una especie de coleóptero de la familia Geotrupidae.

## Distribución geográfica
Habita en Australia.